# فرانکو آنگریزانو
فرانکو آنگریزانو (ایتالیایی: Franco Angrisano؛ ‏ ۱۰ مهٔ ۱۹۲۶ – ۲۰ سپتامبر ۱۹۹۶) یک بازیگر اهل ایتالیا بود.
از فیلم‌هایی که وی در آن نقش داشته‌است، می‌توان به یک زن، دو دوست، چهار عاشق، و کشتی به راهش ادامه می‌دهد، آوانتی!، به من میگن پاگنده، به من می‌گویند هیچ‌کس، هفت نت سیاه‌رنگ، روزی جرم، عشق و انرژی و ماکارونی اشاره کرد.
او همچنین در تلویزیون فعال بود، که در آن نقش های سنگینی در چندین سریال تلویزیونی و فیلم های تلویزیونی داشت.